# Nhà lãnh đạo
Nhà lãnh đạo hay “người lãnh đạo” (leader) là người thực hiện các hành vi lãnh đạo trong một tổ chức. Thuật ngữ “người lãnh đạo” đã được biết đến từ khoảng đầu những năm 1300 (The Oxford English Dictionary 1933), và khái niệm này đã được hình thành từ trước công nguyên, nhưng thuật ngữ “sự lãnh đạo” (leadership) chỉ mới lần đầu xuất hiện vào cuối những năm 1700 (Stogdill 1974).

## Vai trò
- Vai trò thủ lĩnh
- Vai trò điều phối
- Vai trò truyền cảm hứng
- Vai trò sử dụng các nguồn lực
- Vai trò định hướng xây dựng văn hóa tổ chức[1]

## Phong cách nhà lãnh đạo
1. Phong cách lãnh đạo độc tài
2. Phong cách lãnh đạo dân chủ
3. Phong cách lãnh đạo tự do
4. Phong cách lãnh đạo theo tình huống[2][3]:

## Phương pháp lãnh đạo
1. Lãnh đạo dựa trên tố chất (Trait-base leadership theory): xuất hiện từ 1937
2. Lãnh đạo dựa trên cơ sở khai thác yếu tố tâm lý (Behavior-base leadership theory): xuất hiện từ 1952